# Nemzeti Élelmiszerlánc-biztonsági Hivatal
A Nemzeti Élelmiszerlánc-biztonsági Hivatal (NÉBIH) a magyar élelmiszerlánc biztonságának felügyeletéért felelős országos hatáskörű állami szervezet.

## Története
A Nemzeti Élelmiszerlánc-biztonsági Hivatal 2012. március 15-én alakult meg. Közvetlen jogutódja a Mezőgazdasági Szakigazgatási Hivatalnak és a Magyar Élelmiszer-biztonsági Hivatalnak. Az intézmény elődjének az első átfogó magyar állat-egészségügyi törvény, az 1888. évi VII. törvénycikk nyomán létrehozott állat-egészségügyi szolgálat minősül, amely a történelmi korok változásainak megfelelően először állategészségüggyel, majd élelmezésbiztonsággal és élelmiszer-biztonsággal foglalkozott. A XXI. században megjelentek a szervezet feladatai között a fenntarthatósággal és a gazdasággal  kapcsolatos szakterületek is.

## Feladatköre
A NÉBIH feladatait a 2013-ban elkészült Élelmiszerlánc-biztonsági stratégiának megfelelően látja el. Az Agrárminisztérium háttérintézményeként országos hatáskörben felügyeli az élelmiszerlánc-biztonsági szabályok betartását, együttműködve a megyei kormányhivatalokkal. Az élelmiszerlánc-felügyeleti tevékenység Magyarországon lánc-szemléletben történik. Ennek köszönhetően a mezőgazdasági termeléstől az élelmiszerfeldolgozáson keresztül az élelmiszerkereskedelemig, vendéglátásig és közétkeztetésig (az inputanyag-beszállítókat és a magánlaboratóriumokat is beleértve) hasonló elveknek és elvárásoknak kell megfelelniük a vállalkozásoknak. Az integrált lánc-szemléletnek különösen a krízishelyzetek megelőzésében és a bekövetkezett események gyors felszámolásában van jelentősége, hiszen hatékonyabbá válik a termékek nyomonkövethetősége, s ezáltal a kockázatos termékek útvonalának azonosítása. Az egyes szakterületekkel foglalkozó igazgatóságok munkáját az elnök koordinálja, aki egyben az országos főállatorvos helyettese. A NÉBIH szakmai tevékenységét az országos főállatorvos felügyeli.

## Hazai és nemzetközi kapcsolatai
A NÉBIH hivatalosan kapcsolatot tart az Európai Bizottság Egészségügyi és Élelmiszerbiztonsági Főigazgatóságával, az Európai Élelmiszerbiztonsági Hatósággal, és a Codex Alimentarius Bizottsággal. Az EU-tagországokban működő, élelmiszerekre és a takarmányokra vonatkozó gyorsvészjelző rendszer (RASFF, Rapid Alert System for Food and Feed) és az Egészségügyi Világszervezet (WHO) élelmiszerbiztonsági veszélyjelző rendszerének (INFOSAN) hivatalos kapcsolati pontja, valamint az élelmiszerlánc-biztonsági nemzeti referencia laboratóriumi hálózat fenntartója.
Az élelmiszerlánc-felügyeleti tevékenység folyamatos módszertani megújulást igényel, ennek megfelelően a NÉBIH saját kutatásokat végez, valamint kapcsolatot tart a legfontosabb hazai és külföldi kutatóhelyekkel. Tudományos tevékenységének kiterjesztését és a szakember-utánpótlás megerősítését szolgálja az Állatorvostudományi Egyetemmel 2015-ben, a Szent István Egyetem Élelmiszertudományi Karával pedig 2016-ban létrehozott két kihelyezett tanszék is.